# Manfredi Potenti
Manfredi Potenti (Cecina, 21 luglio 1976) è un politico italiano, dal 13 ottobre 2022 senatore della Repubblica per la Lega per Salvini Premier, dopo essere stato deputato alla Camera dal 23 marzo 2018 al 12 ottobre 2022.

## Biografia
Nato a Cecina (Livorno), ma residente a Rosignano Marittimo (Livorno), è iscritto alla Lega Nord dal 1992 e svolge la professione di avvocato in Toscana dal 2004.
Alle elezioni amministrative del 2009 si è candidato al consiglio provinciale di Livorno, tra le liste della Lega Nord nelle circoscrizioni Rosignano Marittimo I e II, ma non viene eletto consigliere provinciale. 
Alle elezioni politiche del 2013 viene candidato alla Camera dei deputati, tra le liste della Lega Nord nella circoscrizione Toscana, ma non è eletto.
Alle elezioni politiche del 2018 viene candidato alla Camera, tra le liste della Lega nel collegio plurinominale Toscana - 04, risultando eletto deputato. Nella XVIII legislatura della Repubblica è stato componente della 2ª Commissione Giustizia, segretario della Commissione parlamentare d'inchiesta sul Disastro del Moby Prince e vicepresidente della Commissione parlamentare d'inchiesta sul ciclo illecito dei rifiuti.
Alle elezioni comunali in Toscana del 2019 si candida al consiglio comunale di Piombino (Livorno), tra le liste della Lega come capolista a sostegno del candidato sindaco di centro-destra Francesco Ferrari, raccogliendo solo 10 preferenze e non venendo eletto consigliere comunale.
Alle elezioni politiche anticipate del 2022 viene candidato al Senato della Repubblica nel collegio uninominale Toscana - 02 (Livorno), sostenuto dalla coalizione di centro-destra, venendo eletto senatore ottenendo il 38,97% dei voti e superando i candidati del centro-sinistra, in quota Partito Democratico, Andrea Marcucci (32,89%) e del Movimento 5 Stelle Valeria Marrocco (13,15%). Nella XIX legislatura è vicepresidente della Giunta delle elezioni e delle immunità parlamentari, oltreché membro del Comitato parlamentare per i procedimenti di accusa, della Commissione parlamentare antimafia, delle Commissioni parlamentari d'inchiesta sui fatti accaduti presso la comunità Il Forteto e sul ciclo illecito dei rifiuti, della 2ª Commissione Giustizia e della 8ª Commissione Ambiente, transizione ecologica, energia, lavori pubblici, comunicazioni, innovazione tecnologica in sostituzione del sottosegretario di Stato alla Presidenza del Consiglio Alessandro Morelli.

## Controversie
Il 21 luglio 2024 firma una proposta di legge, atta a proibire l'utilizzo del femminile per le cariche istituzionali, quali "sindaca" o "senatrice", negli atti pubblici, proponendo per i trasgressori multe dai 1.000 ai 5.000 euro. Il giorno seguente, a seguito delle polemiche che descrivono l'iniziativa come “fuori luogo e fuori tempo”, la Lega stessa ritira la proposta bollandola come "iniziativa personale" di Potenti che "non rispecchia in alcun modo la linea della Lega".